# Lista de clubes que superaram desvantagem de 3-0 na série

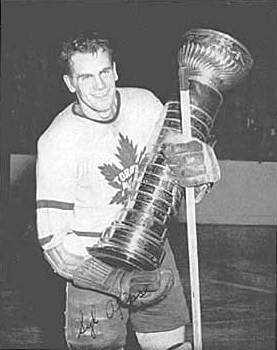
Foto de Syl Apps do Toronto Maple Leafs após seu time vencer o sétimo jogo das finais da Stanley Cup de 1942, superando uma desvantagem de 3-0 na série

Esta é uma lista de clubes que superaram uma desvantagem de 3-0 em uma série de playoffs de melhor de sete, também conhecida como retomada histórica . Os times mencionados venceram quatro jogos em seguida após serem derrotados nos três primeiros. Também são citadas retomadas malsucedidas, nas quais os times empataram uma série depois de estarem perdendo por 3 a 0 e depois perderam o sétimo jogo da série.

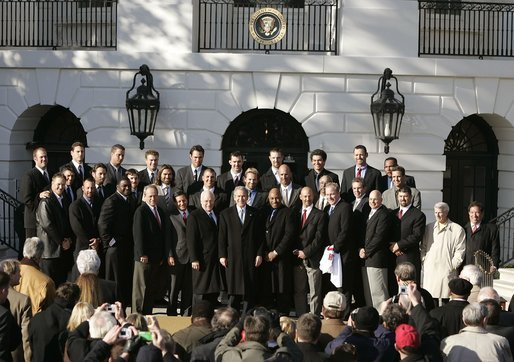
O Boston Red Sox de 2004, visto aqui na Casa Branca, foi o primeiro time da MLB a vencer o sétimo jogo depois de estar perdendo por 3 a 0 em uma série.

Três grandes ligas esportivas profissionais norte-americanas possuem playoff de até sete jogos : a Major League Baseball (MLB), a National Basketball Association (NBA) e a National Hockey League (NHL). Na Major League Baseball (MLB), apenas a semifinal da League Championship Series e a final da World Series são melhor de sete. Na NBA e na NHL, todas as rodadas dos playoffs são decididos em jogos de melhor de sete.
Na história dessas ligas, apenas cinco  times conseguiram reverter um placar de 3 a 0 ; sendo quatro vezes na NHL e uma na MLB. O exemplo mais recente é o Los Angeles Kings da National Hockey League (NHL) na primeira fase do playoffs da Stanley Cup de 2014. O único exemplo na MLB até agora foi o do Boston Red Sox na American League Championship Series de 2004. A única vez que ocorreu em uma final de campeonato foi feito pelo Toronto Maple Leafs da NHL nas finais da Stanley Cup de 1942 . Até o momento a NBA é a única liga americana em que isso nunca aconteceu.
Por outro lado, onze equipes perderam a série após empatar a série em 3-0 : seis na NHL, quatro na NBA e uma na MLB. O exemplo mais recente é o Edmonton Oilers da NHL nas finais da Stanley Cup de 2024.
Nenhum time superou diversas perdas de 3-0 em uma única pós-temporada, embora o New York Islanders da NHL de 1974-75 quase tenha atingido essa marca; eles recuperaram um prejuízo de 3-0 na série nas quartas de final da Stanley Cup de 1975, depois se recuperaram de uma desvantagem de 3-0 na série nas semifinais da Stanley Cup antes de perder o jogo decisivo.
Tradicionalmente uma série melhor de sete apenas ocorria na final do campeonato de uma pós-temporada, a MLB optou por um formato melhor de sete em 1985 para a League Championship Series, a NHL copiou o modelo para sua primeira rodada em 1987, e a NBA adotou a mesma medida em 2003.
Além das principais ligas norte-americanas, várias outras ligas de diversos esportes ao redor do mundo também usam séries de sete jogos. É recorrente equipes superarem desvantagens de 3-0 em séries, exceto em alguns casos, como na Liga Sueca de Hóquei, que séries de sete jogos são comuns, mas nenhuma equipe superou tal desvantagem.

## Liga Nacional de Hóquei
|                  | Indica que o time que estava perdendo por 3 a 0, era o time que decidiria em casa o sétimo jogo |
|                  | Indica série na rodada do campeonato                                                            |
| Campeão eventual | Indica que o vencedor da série venceu o campeonato                                              |

### Retomadas bem-sucedidos
Na história dos playoffs da Stanley Cup, 211 equipes enfrentaram uma desvantagem de 3 a 0 em uma série melhor de sete. Destas , apenas quatro superaram o prejuízo (~2%). Apenas uma delas superou a desvantagem nas finais da Stanley Cup . Três reviravoltas foram completadas no sétimo jogo fora de casa, enquanto o Toronto Maple Leafs de 1942 , foi o único a completar a retomada em casa.
| Ano e Etapa                                  | Vencedor da série   | Perdedor da série   | Nota(s) |
| -------------------------------------------- | ------------------- | ------------------- | --- |
| Finais da Copa Stanley de 1942               | Toronto Maple Leafs | Detroit Red Wings   | Única vez nas finais de 1942. |
| Quartas de final da Stanley Cup de 1975      | New York Islanders  | Pittsburgh Penguins | New York venceu oito jogos enquanto enfrentava a eliminação neste ano de playoff |
| Semifinais da Conferência Leste de 2010      | Philadelphia Flyers | Boston Bruins       | A Philadelphia também superou um déficit de 3 a 0 no sétimo jogo. |
| Primeira rodada da Conferência Oeste de 2014 | Los Angeles Kings   | San Jose Sharks     | Los Angeles venceu três jogos de sete neste ano de playoff e detém o recorde de mais jogos de eliminação vencidos em um único ano de playoff para um campeão da Stanley Cup, com sete. |

### Retomadas malsucedidas
Seis equipes da NHL empataram uma série depois de estarem perdendo por 3 a 0, e perderam o jogo decisivo (~3%). Cinco desses times jogaram a decisão fora de casa, enquanto o Detroit Red Wings de 1945 foi o único time a decidir em casa o sétimo jogo.
| Ano e Etapa                                   | Perdedor da série  | Vencedor da série   | Nota(s) |
| --------------------------------------------- | ------------------ | ------------------- | --- |
| Semifinais da Copa Stanley de 1939            | New York Rangers   | Boston Bruins       | Boston venceu o sétimo jogo na prorrogação tripla. |
| Finais da Copa Stanley de 1945                | Detroit Red Wings  | Toronto Maple Leafs | Detroit quase se vingou de Toronto por uma vantagem desperdiçada de 3 a 0 três anos antes. |
| Semifinais da Copa Stanley de 1975            | New York Islanders | Philadelphia Flyers | Nova York se recuperou de uma desvantagem de 3 a 0 para vencer na rodada anterior. |
| Quartas de final da Conferência Oeste de 2011 | Chicago Blackhawks | Vancouver Canucks   | Os Canucks, vencedores do Troféu dos Presidentes, venceram o sétimo jogo na prorrogação depois que Chicago empatou em 1 a 1 com um gol em desvantagem numérica do atacante e capitão Jonathan Toews, faltando 1:56 para o fim do terceiro período. Se Chicago tivesse vencido, seria o terceiro ano consecutivo do playoff que eles derrotariam Vancouver, já que os eliminaram em seis jogos nas semifinais da conferência em 2009 e 2010 . Também seria a quarta vez na história da NHL e a primeira vez que um vencedor do Troféu dos Presidentes perderia uma série após inicialmente ter uma vantagem de 3 a 0. |
| Semifinais da Conferência Oeste de 2011       | Detroit Red Wings  | San Jose Sharks     | Pela segunda vez no mesmo ano, um time forçou um sétimo jogo após estar perdendo por 3 a 0. Com exceção de um gol de rede vazia no sexto jogo, todos os jogos desta série foram decididos por um gol. |
| Finais da Stanley Cup de 2024                 | Edmonton Oilers    | Florida Panthers    | A Flórida ganhou sua primeira Stanley Cup na história da franquia. O atacante e capitão do Edmonton, Connor McDavid, se tornou apenas o sexto jogador a ganhar o Troféu Conn Smythe, apesar de perder as finais. |

### Retomadas bem-sucedidas
Apenas um time da MLB superou uma desvantagem de 3–0 para vencer a série.
| Ano e Etapa                                | Vencedor da série | Série de perdedores | Nota (s) |
| ------------------------------------------ | ----------------- | ------------------- | --- |
| Liga Americana Championship Series de 2004 | Boston Red Sox    | New York Yankees    | Boston ficou atrás no nono turno no quarto jogo antes de empatar o jogo e eventualmente vencer no 12o turno. Boston também ficou atrás por duas corridas no oitavo turno do jogo cinco antes de empatar o jogo naquele turno e eventualmente vencer no quarto turno. Boston então iria derrotar os St. Louis Cardinals para ganhar a World Series pela primeira vez desde 1918. |

### Retomadas malsucedidas
Apenas um time da MLB recuperou a desvantagem de uma série depois de estar perdendo por 3 a 0, mas perdeu o sétimo jogo.
| Ano e Etapa                              | Perdedor da série | Vencedor da série | Nota(s)                                                                                    |
| ---------------------------------------- | ----------------- | ----------------- | ------------------------------------------------------------------------------------------ |
| 2020 American League Championship Series | Houston Astros    | Tampa Bay Rays    | A série foi disputada em um local neutro devido à pandemia da COVID-19, sem dias de folga. |

## Associação Nacional de Basquete

### Retomadas malsucedidas
Nunca houve uma virada bem-sucedida de uma série de  3-0 na NBA até hoje. Das 157 equipes da NBA ( Desde 17 de junho de  2024  ) que sofreram uma desvantagem de 3–0, apenas 4 deles (~3%) empataram a série , porém perderam o jogo decisivo.
| Ano e Etapa                                  | Perdedor da série      | Vencedor da série | Nota(s) |
| -------------------------------------------- | ---------------------- | ----------------- | --- |
| Finais da NBA de 1951                        | Nova York Knicks       | Rochester Royals  | Nova York se tornou o primeiro time a forçar o sétimo jogo após estar perdendo por 3 a 0 na série. |
| Semifinais da Conferência Oeste de 1994      | Denver Nuggets         | Utah Jazz         | Denver superou uma desvantagem de 2 a 0 para vencer uma série melhor de cinco na rodada anterior. |
| Primeira rodada da Conferência Oeste de 2003 | Portland Trail Blazers | Dallas Mavericks  | Portland fez uma sequência de 21–0 no terceiro quarto do quarto jogo para evitar uma varredura de 4–0 do Dallas. Portland liderou o sétimo jogo por 90-88 com 4:43 restantes e empatou o placar em 93-93 com 4:28 restantes, mas Dallas dominou nos minutos finais para vencer por 12 pontos. Este foi o primeiro ano em que a primeira rodada foi expandida para uma série melhor de sete; a série teria sido uma varredura de 3-0 se tivesse sido disputada um ano antes. |
| Finais da Conferência Leste de 2023          | Boston Celtics         | Miami Heat        | Boston se tornou o primeiro time a sediar o sétimo jogo depois de estar perdendo por 3 a 0 em uma série. |

## Outras ligas
Excluindo MLB, NBA e NHL, existem outros exemplos conhecidos de retomadas bem-sucedidas de desvantagens de séries de 3-0. O clube eslovaco de hóquei no gelo HK Dukla Trenčín e o clube suíço de hóquei no gelo EV Zug são as únicas equipes que conseguiram superar esse feito duas vezes.

### Retomadas bem-sucedidas

#### Beisebol
| Ano e Etapa                                                          | Vencedor da série            | Perdedor da série  | Liga                         | Nota(s) |
| -------------------------------------------------------------------- | ---------------------------- | ------------------ | ---------------------------- | --- |
| 1958 Japan Series                                                    | Nishitetsu Lions             | Yomiuri Giants     | Nippon Professional Baseball | Nishitetsu estava a 1 entrada (inning) da eliminação no Jogo 5, mas empatou o jogo em 3 a 3 na parte inferior do nona entrada (inning), forçando extras. |
| 1971 Serie del Rey                                                   | Jalisco Horsemen             | Saltillo Saraperos | Liga Mexicana de Beisebol    | |
| 1989 Japan Series                                                    | Yomiuri Giants               | Kintetsu Buffaloes | Nippon Professional Baseball | |
| 2021 Serie del Rey                                                   | Tijuana Bulls                | Yucatan Lions      | Liga Mexicana de Beisebol    | Tijuana estava a 1 base da eliminação no Jogo 5, quando Yucatan teve a corrida vencedora na terceira base na parte inferior da nona entrada. No entanto, Fernando Rodney eliminou o próximo rebatedor, levando o jogo para entradas extras, onde Tijuana acabou vencendo e estendendo a série. |
| Primeira rodada dos playoffs da Liga Mexicana de Beisebol de 2023    | Rojos de Águilla de Veracruz | Pericos de Puebla  | Liga Mexicana de Beisebol    | |
| Série do Campeonato da Zona Sul da Liga Mexicana de Beisebol de 2024 | México Diablos               | Oaxaca Warriors    | Liga Mexicana de Beisebol    | |

#### Basquetebol
| Ano e Etapa                              | Vencedor da série  | Perdedor da série | Liga esportiva               | Nota(s)                                                 |
| ---------------------------------------- | ------------------ | ----------------- | ---------------------------- | ------------------------------------------------------- |
| Finais da Copa das Filipinas PBA 2015–16 | San Miguel Beermen | Alaska Aces       | Liga Filipina de Basquetebol | Os jogos 4 e 5 da recuperação foram para a prorrogação. |

#### Hóquei no gelo
| Ano e série                                                          | Vencedor da série              | Série de perdedores       | Liga                                      | Nota (s) |
| -------------------------------------------------------------------- | ------------------------------ | ------------------------- | ----------------------------------------- | --- |
| 1960 AHL Calder Cup Playoffs 1a rodada                               | Rochester Americans            | Cleveland Barons          | Liga Americana de Hóquei                  | |
| 1989 Finais da Divisão Sul da AHL                                    | Adirondack Red Wings           | Hershey Bears             | Liga Americana de Hóquei                  | Os jogos 5 e 7 da retomada foram para prorrogação..                                                                   |
| 1996 1a rodada da WHL                                                | Spokane Chiefs                 | Portland Winter Hawks     | Liga Ocidental de Hóquei                  | |
| 1999 Finais da Conferência Oriental da IHL                           | Orlando Solar Bears            | Detroit Vipers            | Liga Internacional de Hóquei              | |
| 2006 Quarta-final da Nationalliga A                                  | Lugano                         | Ambri-Piotta              | Liga Nacional (hoquei no gelo)            | |
| 2007 Quarta-feiras da Nationalliga A                                 | Zug                            | Rapperswil-Jona           | Liga Nacional (hoquei no gelo)            | |
| Quarta-final da Liga Nacional A de 2008                              | Davos                          | Zug                       | Liga Nacional (hoquei no gelo)            | |
| Quarta-feiras da Extraliga Eslovaca de 2008                          | Dukla Trenčín                  | Martin                    | Extraliga eslovaca (hoquei no gelo)       | |
| 2010 Final da Conferência Americana da ECHL                          | Cincinnati Cyclones            | Reading Royals            | ECHL                                      | O único gol do jogo 7 foi marcado pelo atacante de Cincinnati Barrett Ehgoetz aos13:48 de jogo.                       |
| 2010 Final da Conferência Ocidental da OHL                           | Windsor Spitfires              | Kitchener Rangers         | Liga de Hóquei de Ontário                 | |
| Quarta-feiras da Liga Extra Eslovaca de 2011                         | Dukla Trenčín                  | Slovan Bratislava         | Extraliga eslovaca                        | |
| Quarta-feiras da Liiga de 2012                                       | Espoo Blues                    | KalPa                     | Liga de Elite finlandesa (hoquei no gelo) | |
| 2013 Semifinals da Conferência Oriental da AHL                       | Wilkes-Barre/Scranton Pinguins | Providence Bruins         | Liga Americana de Hóquei                  | |
| Quartas de final da Conferência Ocidental da WHL 2013                | Kelowna Rockets                | Seattle Thunderbirds      | Liga Ocidental de Hóquei                  | |
| 2015 Final da KHL Western Conference                                 | SKA São Petersburgo            | CSKA de Moscou            | Liga de Hóquei Continental                | |
| Finais do Campeonato Letônio de Hoquei da Premier League de 2017     | HK Kurbads                     | HK MOGO                   | Liga Premier da Letónia                   | [ 18 ] |
| Semifinals da Conferência Ocidental da OHL 2019                      | Guelph Storm                   | London Knights            | Liga de Hóquei de Ontário                 | |
| Quarta-feiras de 2022 NL                                             | HC Davos                       | SC Rapperswil-Jona Lakers | Liga Nacional (hoquei no gelo)            | |
| Finais da Liga Nacional 2022                                         | EV Zug                         | ZSC Lions                 | Liga Nacional (hoquei no gelo)            | |
| Semifinals da Conferência Oriental da Liga Mundial de Hockey de 2023 | Saskatoon Blades               | Red Deer Rebels           | Liga Ocidental de Hóquei                  | |
| Semifinais da Extraliga Checa de 2023-2024                           | Třinec                         | Sparta Praha              | Extraliga Checa                           | Por acaso, na rodada anterior, Třinec quase bateu uma vantagem de 3-0 por conta própria, antes de ganhar o jogo sete. |

### Retomadas malsucedidas

#### Baseball
| Ano e edição                                                       | Perdedor                    | Vencedor                 | Liga                         | Nota(s)                                                   |
| ------------------------------------------------------------------ | --------------------------- | ------------------------ | ---------------------------- | --------------------------------------------------------- |
| 1976 Japan Series                                                  | Yomiuri Giants              | Hankyu Braves            | Nippon Professional Baseball |                                                           |
| 2000 Korean Series                                                 | Doosan Bears                | Hyundai Unicorns         | KBO League                   |                                                           |
| Playoffs da Liga Mexicana Championship Series (Região sul) de 2015 | Leones de Yucatán           | Tigres de Quintana Roo   | Liga Mexicana de Beisebol    | Dos 7 jogos,Yucatán jogou 5 em casa (jogos1, 2, 5, 6, 7). |
| Primeira rodada dos playoffs da Liga Mexicana de Beisebol de 2021  | Algodoneros de Unión Laguna | Mariachis de Guadalajara | Liga Mexicana de Beisebol    |                                                           |

#### Hóquei no gelo
| Ano e edição                                  | Perdedor            | Vencedor              | Liga                            | Nota(s)                                                                                    |
| --------------------------------------------- | ------------------- | --------------------- | ------------------------------- | ------------------------------------------------------------------------------------------ |
| SemiFinal da Divisão Leste da WHL de 1990     | Saskatoon Blades    | Lethbridge Hurricanes | Liga Ocidental de Hóquei        | Lethbridge ganhou o jogo 7 e fechou a série, com um gol de Neil Hawryluk na prorrogação. . |
| Semifinal da OHL de 1997                      | Guelph Storm        | Ottawa 67's           | Liga de Hóquei de Ontário       |                                                                                            |
| Finais da Taça J. Ross Robertson de 2008      | Belleville Bulls    | Kitchener Rangers     | Liga de Hóquei de Ontário       |                                                                                            |
| Finais da Taça Clarence Schmalz de 2015       | Port Hope Panthers  | Essex 73's            | Associação de Hóquei do Ontário | [ 19 ] [ 20 ]                                                                              |
| Quartas de Final da ExtraLiga Checa 2023-2024 | České Budějovice    | Třinec                | Extraliga Checa                 | Após evitar a retomada, Třinec se recuperou de 3-0 na rodada seguinte .                    |
| Quartas de Final da Liiga de 2024             | Helsinki HIFK       | Lahti Pelicans        | SM-liiga (Finlândia)            |                                                                                            |
| Finais da Conferência da OHL Oriental de 2024 | North Bay Battalion | Oshawa Generals       | Liga de Hóquei de Ontário       |                                                                                            |
| Finais da Conferência da AHL Oriental de 2024 | Cleveland Monsters  | Hershey Bears         | Liga Americana de Hóquei        | Ganhou o jogo 7 com um gol, na prorrogação de, Garrett Roe.                                |

### Retomadas de 3–0 em uma melhor de sete com empates
Mesmo que os empates possam estender a série para oito jogos ou mais, essas ainda são séries à melhor de sete, pois apenas sete dos jogos podem ter um único vencedor. Quatro vitórias ainda levam a série, e assim superar uma desvantagem de 3–0 é igualmente difícil.
| Ano e edição         | Vencedor    | Perdedor            | Liga esportiva               | Nota(s) |
| -------------------- | ----------- | ------------------- | ---------------------------- | --- |
| Japan Series de 1986 | Seibu Lions | Hiroshima Toyo Carp | Nippon Professional Baseball | O primeiro jogo terminou empatado; os jogos dois, três e quatro foram perdidos; mas os jogos cinco, seis, sete e oito foram vencidos. O Nippon Professional Baseball permite que os jogos terminem empatados, e esta também é, até o momento, a única vez em que uma Japan Series chegou a uma oitava partida. |